# Премія «За збереження кобзарського мистецтва» імені Миколи Нечипоренка
Премія «За збереження кобзарського мистецтва» імені Миколи Нечипоренка — заснована 2017-го року житомирським істориком і письменником Геннадієм Махоріним на знак пам'яті про Микола Іванович Нечипоренко — бандуриста, викладача по класу бандури Житомирського училища імені Косенка.
Премія вручається тим, хто відроджує українську культуру, кобзарське мистецтво.
Премія включає грошовий внесок на підтримку творчої діяльності, статуетку та грамоту.

## Лауреати
Серед лауреатів премії:
- Тріо бандуристок «Росава» — Олександра Кашперко (засновниця тріо) та заслужені артистки України Надія Недашківська і Людмила Нестерчук.[2]
- Ярослав Олегович Чорногуз (2023)[2]